# Font dels Bassons
La Font dels Bassons és una font del poble de Serradell, de l'antic terme de Toralla i Serradell, pertanyent a l'actual municipi de Conca de Dalt, al Pallars Jussà, dins del territori del poble de Serradell.
Està situada a 1.550 m d'altitud al fons de tot de la vall del riu de Serradell, a la seva capçalera, i, per tant, molt allunyada de Serradell. És a llevant de la Pleta Verda, al nord-oest de la Roca Espatllada, al capdamunt del barranc del Grau.
Tot de topònims de l'entorn duen el terme bassons: el turó que es dreça al nord-oest de la font, al vessant del qual es troba, és el Turó de la Font dels Bassons, i la cinglera que hi ha al nord de la font és el Tallat dels Bassons.